# Canton de Saint-Étienne-Nord-Est-2
Le canton de Saint-Étienne-Nord-Est-2 est une ancienne division administrative française située dans le département de la Loire et la région Rhône-Alpes.

## Histoire
Canton créé en 1973.

## Représentation
| Période | Période | Identité                 | Étiquette | Qualité |
| ------- | ------- | ------------------------ | --------- | --- |
| 1973    | 1976    | Claude Faure (1938-2021) | Radical   | Assureur Adjoint au maire de Saint-Étienne                                                                           |
| 1976    | 2001    | Paul Chomat              | PCF       | Instituteur Député (1981-1988), 1er adjoint au maire de Saint-Étienne (1977-1983)                                    |
| 2001    | 2008    | Alain Pecel              | PCF       | Employé EDF adjoint au maire de Saint-Étienne (2008-2014)                                                            |
| 2008    | 2015    | Gilles Artigues          | MoDem     | Professeur de mathématiques Député (2002-2007), adjoint au maire de Saint-Étienne (1995-2007) de nouveau depuis 2014 |

## Composition
Le canton de Saint-Étienne-Nord-Est-2 se composait d’une fraction de la commune de Saint-Étienne et de deux autres communes. Il comptait 32 232 habitants (population municipale) au 1er janvier 2012.
| Nom                       | Code Insee | Intercommunalité        | Population (dernière pop. légale)                |
| ------------------------- | ---------- | ----------------------- | ------------------------------------------------ |
| Saint-Étienne (chef-lieu) | 42218      | Saint-Étienne Métropole | Fraction : 19 578(2012) Commune : 170 761 (2014) |
| Saint-Jean-Bonnefonds     | 42237      | Saint-Étienne Métropole | 6 682 (2014)                                     |
| Saint-Priest-en-Jarez     | 42275      | Saint-Étienne Métropole | 6 152 (2014)                                     |

## Démographie
| 1962 | 1968 | 1975 | 1982 | 1990 | 1999 | 2009 |
| ---- | ---- | ---- | ---- | ---- | ---- | ---- |
| -    | -    | -    | -    | -    | -    | -    |